# Arachnodes minutus
Arachnodes minutus är en skalbaggsart som beskrevs av Renaud Maurice Adrien Paulian 1976. Arachnodes minutus ingår i släktet Arachnodes och familjen bladhorningar. Inga underarter finns listade.